# Cabus
Cabus is een civil parish in het bestuurlijke gebied Wyre, in het Engelse graafschap Lancashire.